# Noyelles-sur-Escaut Communal Cemetery Extension
Le cimetière « Noyelles-sur-Escaut Communal Cemetery Extension » est un cimetière militaire de la Première Guerre mondiale situé sur le territoire de la commune de Noyelles-sur-Escaut, Nord.

## Localisation
Ce cimetière est situé dans le village, au nord-ouest, rue de Cantaing, derrière le cimetière communal.

## Accessibilité
Le cimetière est desservi par le réseau de transports urbains de la Communauté d'agglomération de Cambrai appelé TUC, par la ligne 14 (arrêt Quartier du Roi),.

## Historique
Occupé dès la fin août 1914 par les troupes allemandes, le village de Noyelles-sur-Escaut est resté  loin des combats jusqu'au 21 novembre 1917, premier jour de la bataille de Cambrai, date à laquelle le village a été capturé puis évacué début décembre pour être définitivement repris le 19 octobre 1918 par les 7e Argyll et Sutherland Highlanders. Ce cimetière comporte les tombes des soldats tombés lors des combats de septembre et octobre 1918.

## Caractéristique
Ce cimetière comporte 115 tombes de soldats britanniques, dont 4 ne sont pas identifiés.

## Galerie

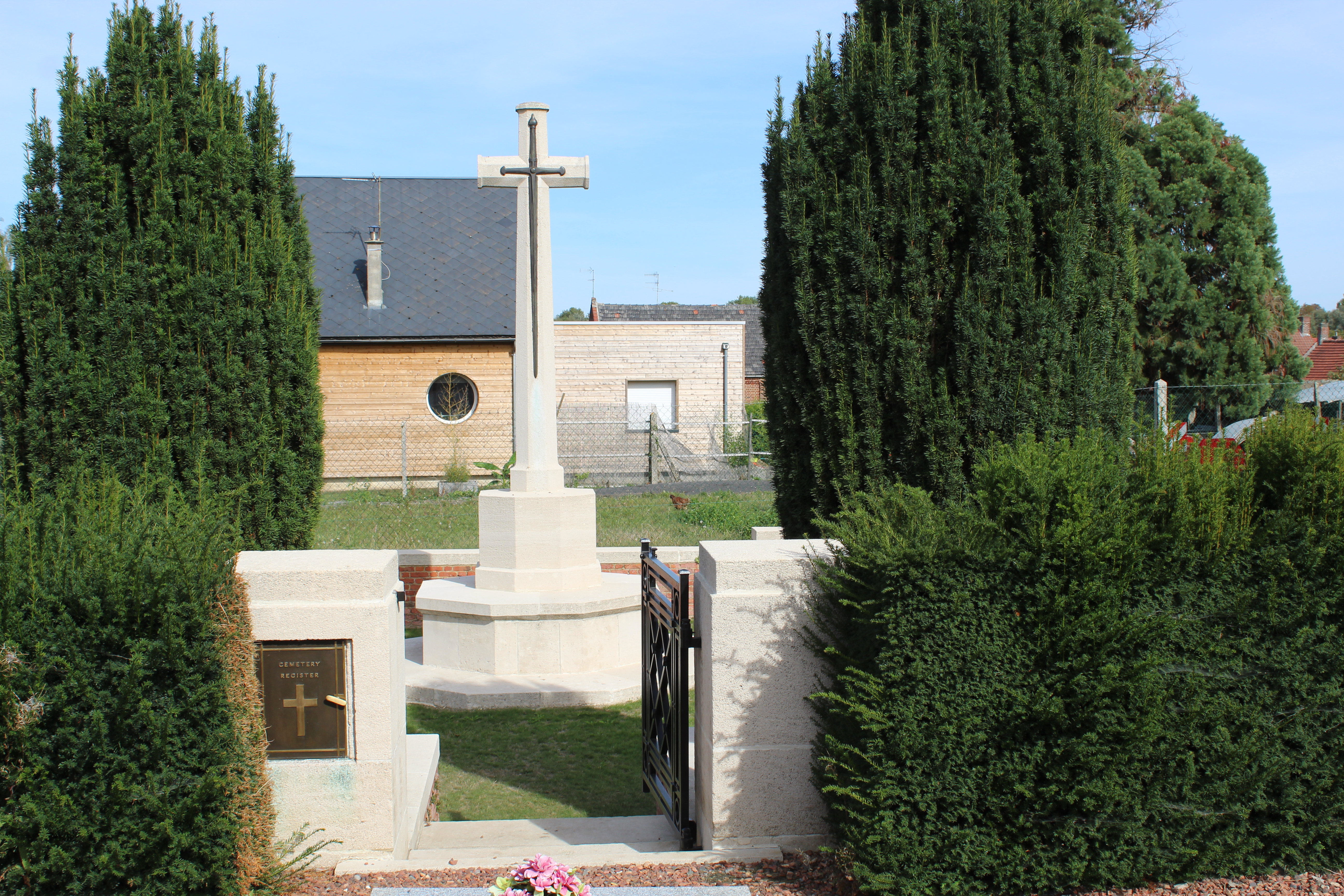
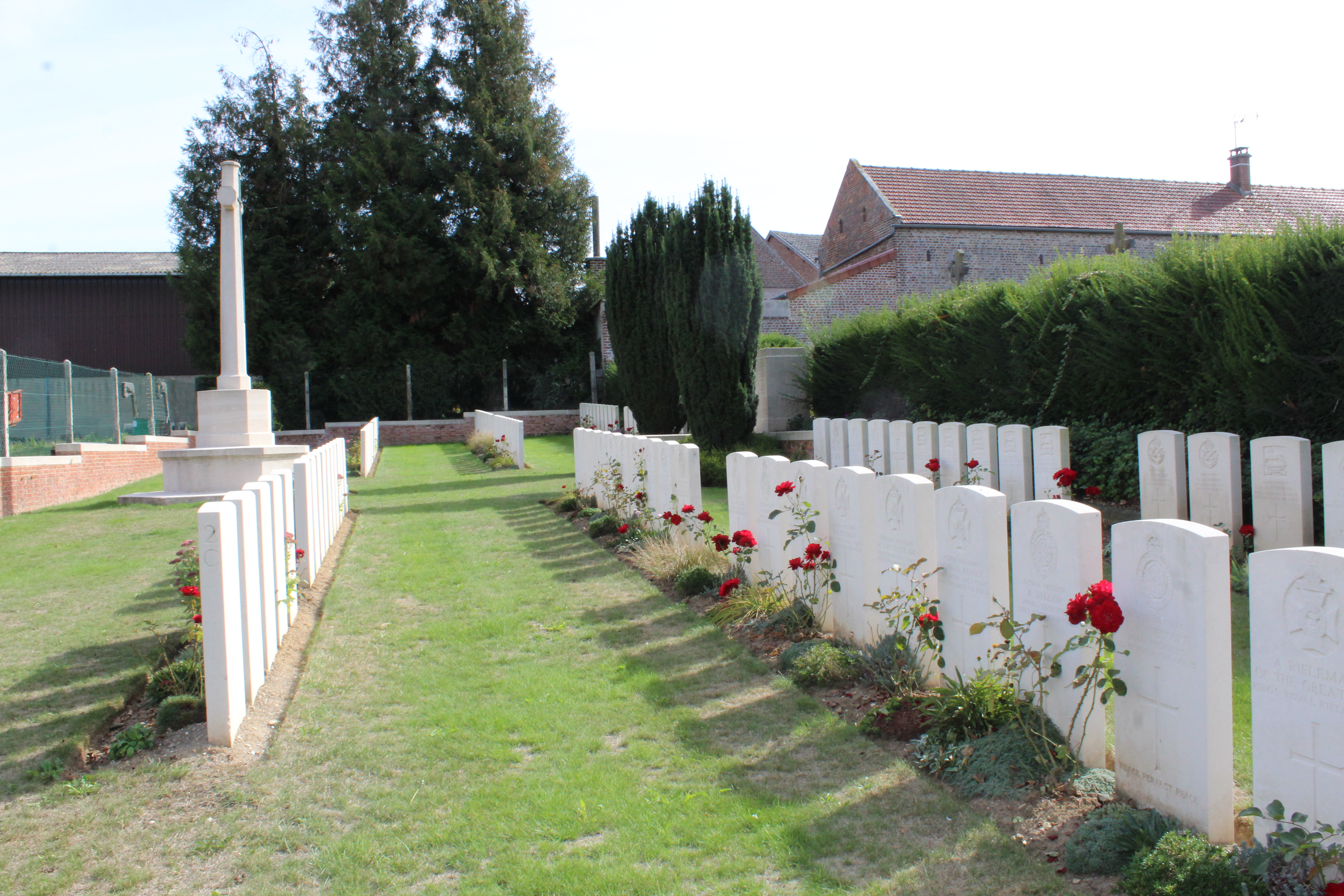
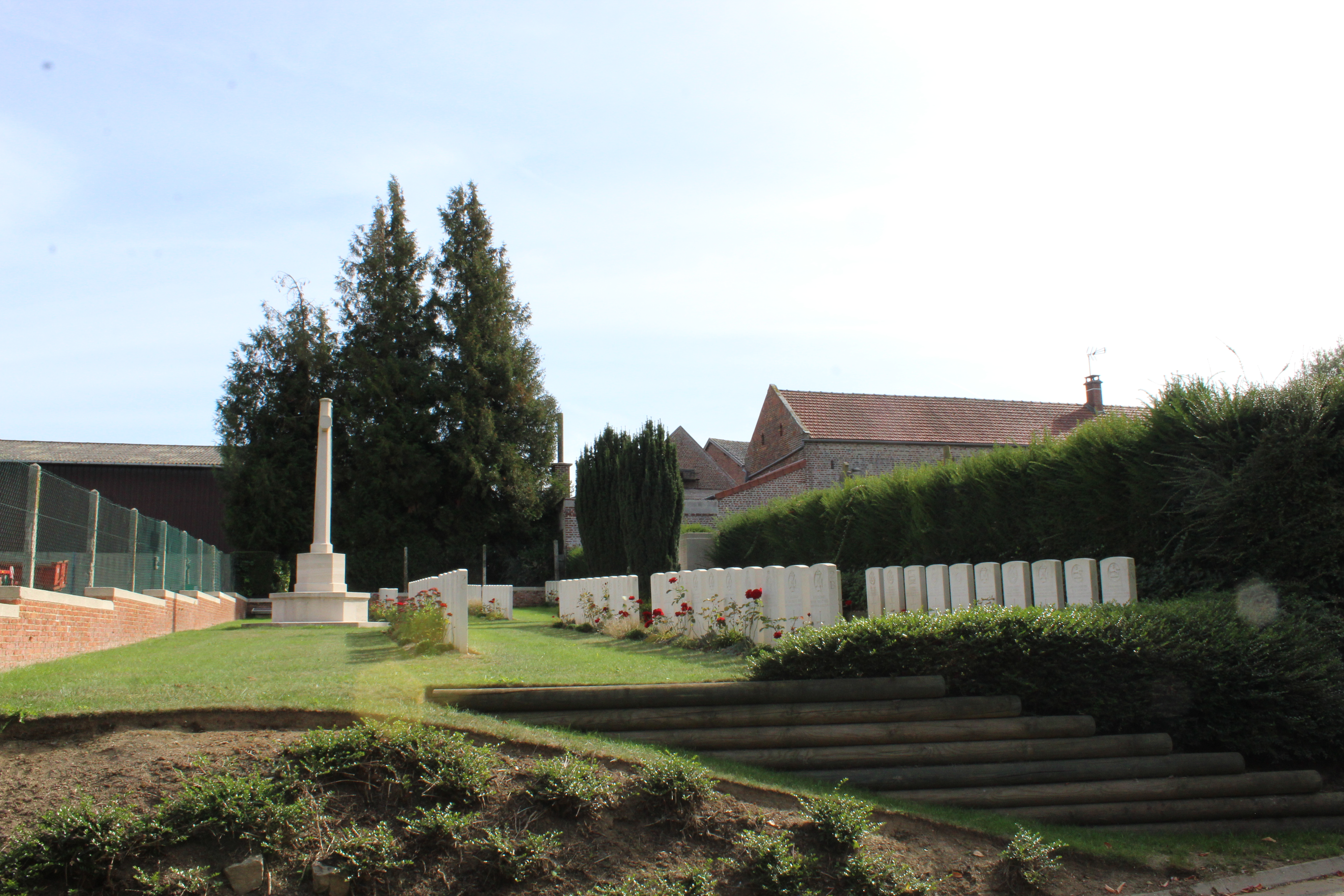
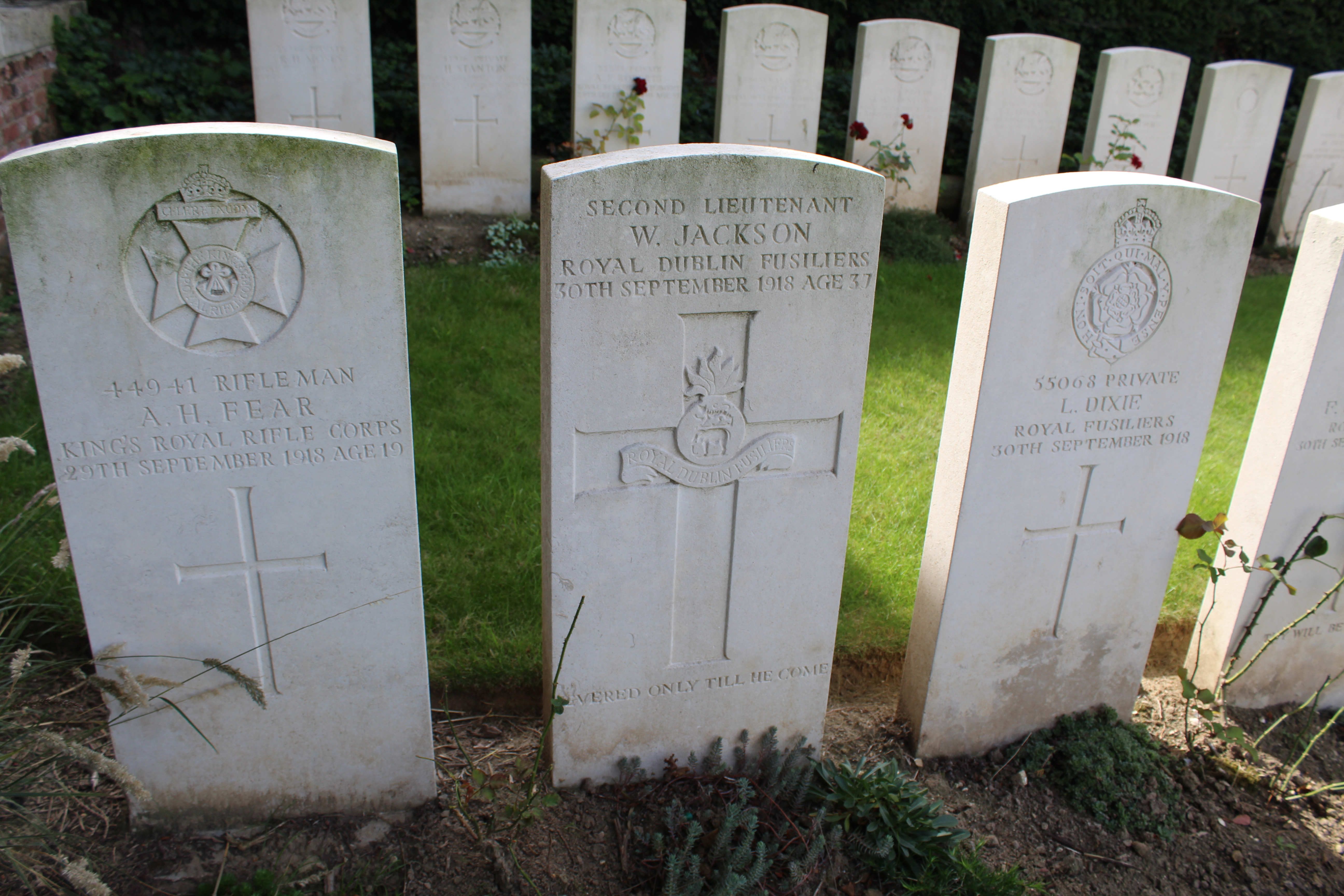
Tombes de soldats tombés les 29 et 30 septembre 1918.

## Sépultures
| Pays        | Sépultures |
| ----------- | ---------- |
| Royaume-Uni | 115        |